# Archidiecezja ryska

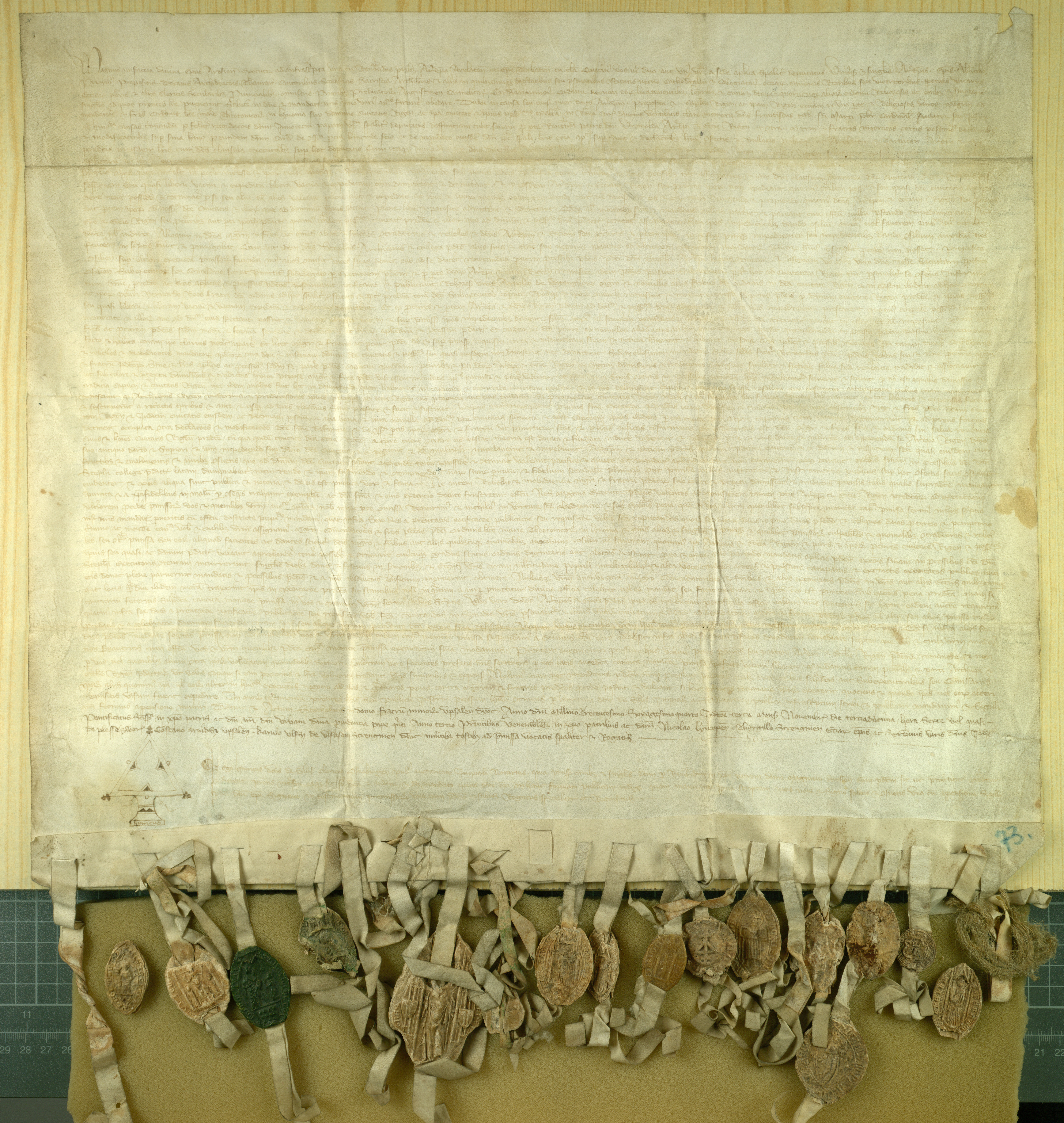
Bp "Arosiensis" [Vesteras], egzekutor papieski, poleca abpom, bpom, prałatom i wszystkim, których to dotyczy, aby w przeciągu 6 dni ogłosili karę ekskomuniki zakonu krzyżackiego w Liwonii z powodu nieoddania Rygi abpowi ryskiemu, 13 listopada 1364 roku

Archidiecezja ryska – diecezja powstała w 1186 w Ikšķile, następnie przeniesiona do Rygi w 1202 i podniesiona do rangi archidiecezji w 1255; członek Konfederacji Inflanckiej. Archikatedrą był kościół Najświętszej Marii Panny w Rydze.

## Historia
Pierwszą od 1186 siedzibą diecezji było Ikšķile. Papież Aleksander IV przeniósł siedzibę do Rygi i ustanowił metropolię Prus, Inflant i Estonii, w której skład wchodziły diecezje pruskie i diecezja kurlandzka.
Archidiecezja została zniesiona przez króla Zygmunta Augusta 26 grudnia 1566 roku w konsekwencji sekularyzacji inflanckiej gałęzi zakonu krzyżackiego. W 1918 na jej terenach powstała nowa diecezja, która w 1923 został podniesiona do rangi archidiecezji.

### Biskupi w Ikšķile 1186-1198
- 1186-1196 – Meinhard
- 1196-1198 – Berthold

### Biskupi w Rydze 1199-1253
- 1199-1229 – Albert von Buxhövden
- 1229-1253 – Mikołaj von Nauen

### Arcybiskupi w Rydze 1255-1561
- 1253-1273 – Albert Suerbeer
- 1273-1284 – Jan von Lune
- 1285-1294 – Jan von Vechten
- 1294-1300 – Jan von Schwerin
- 1300-1302 – Isarnus Takkon
- 1304-1341 – Fryderyk von Pernstein
- 1341-1347 – Engelbert von Dolen
- 1348-1369 – Bromhold von Vyffhusen
- 1370-1374 – Zygfryd Blomberg
- 1374-1393 – Jan von Sinten
- 1393-1418 – Jan von Wallenrodt
- 1418-1424 – Jan Ambundi
- 1424-1448 – Henning Scharpenberg
- 1448-1479 – Sylwester Stodewescher[2]
- 1479-1484 – wakat
- 1484-1509 – Michał Hildebrand
- 1509-1524 – Jasper Linde
- 1524-1527 – Jan Blankenfeld
- 1528-1539 – Tomasz Schoning
- 1539-1563 – Wilhelm Hohenzollern

### Biskup w Rydze 1918-1923 (odnowienie)
- 1918-1920 – Edward O’Rourke
- 1920-1923 – Antonijs Springovičs

### Arcybiskupi w Rydze od 1923
- 1923-1958 – Antonijs Springovičs
- 1958-1991 – wakat
- 1991-2010 – kardynał Jānis Pujats
- od 2010 – Zbigniew Stankiewicz